# Línea 2 (Metro Ligero de Madrid)
La línea 2 o ML-2 del Metro Ligero de Madrid (España) pertenece a la zona Metro Ligero Oeste de la red de Metro de Madrid. La línea tiene una longitud total de 8,7 km, con un recorrido que dura aproximadamente 21 minutos entre cabeceras, y está conformada por 13 estaciones, 3 de las cuales son subterráneas. Su construcción se inició en diciembre de 2004 y finalizó con su inauguración el 27 de julio de 2007. Une Colonia Jardín del madrileño distrito de Latina, con el barrio de Aravaca, del distrito de Moncloa-Aravaca (zona A del Consorcio de Transportes de Madrid) atravesando el término municipal de Pozuelo de Alarcón (zona B1).
El material móvil lo componen los trenes ligeros (tranvías) modelo Citadis de Alstom, entre cuyas características se puede destacar su piso bajo 100%, una velocidad máxima de 70 km/h y la alimentación por catenaria aérea a 750 V a corriente continua. Circulan por la derecha (al contrario que el resto de la red de Metro) para no entorpecer la circulación, en composiciones de cinco módulos; aunque existe la posibilidad de ampliarlos hasta siete en un futuro si la demanda así lo requiere.

## Recorrido

Recorrido de la línea.

La línea parte de la estación de Colonia Jardín, donde trasborda con la línea 10 de la red de Metro y con la línea ML-3 de metro ligero, bordea la Ciudad de la Imagen, recorre las urbanizaciones de Somosaguas, el campus con mismo nombre de la Universidad Complutense y la zona urbana de Pozuelo de Alarcón y finaliza en Aravaca, donde conecta con Cercanías Renfe.

## Futuro

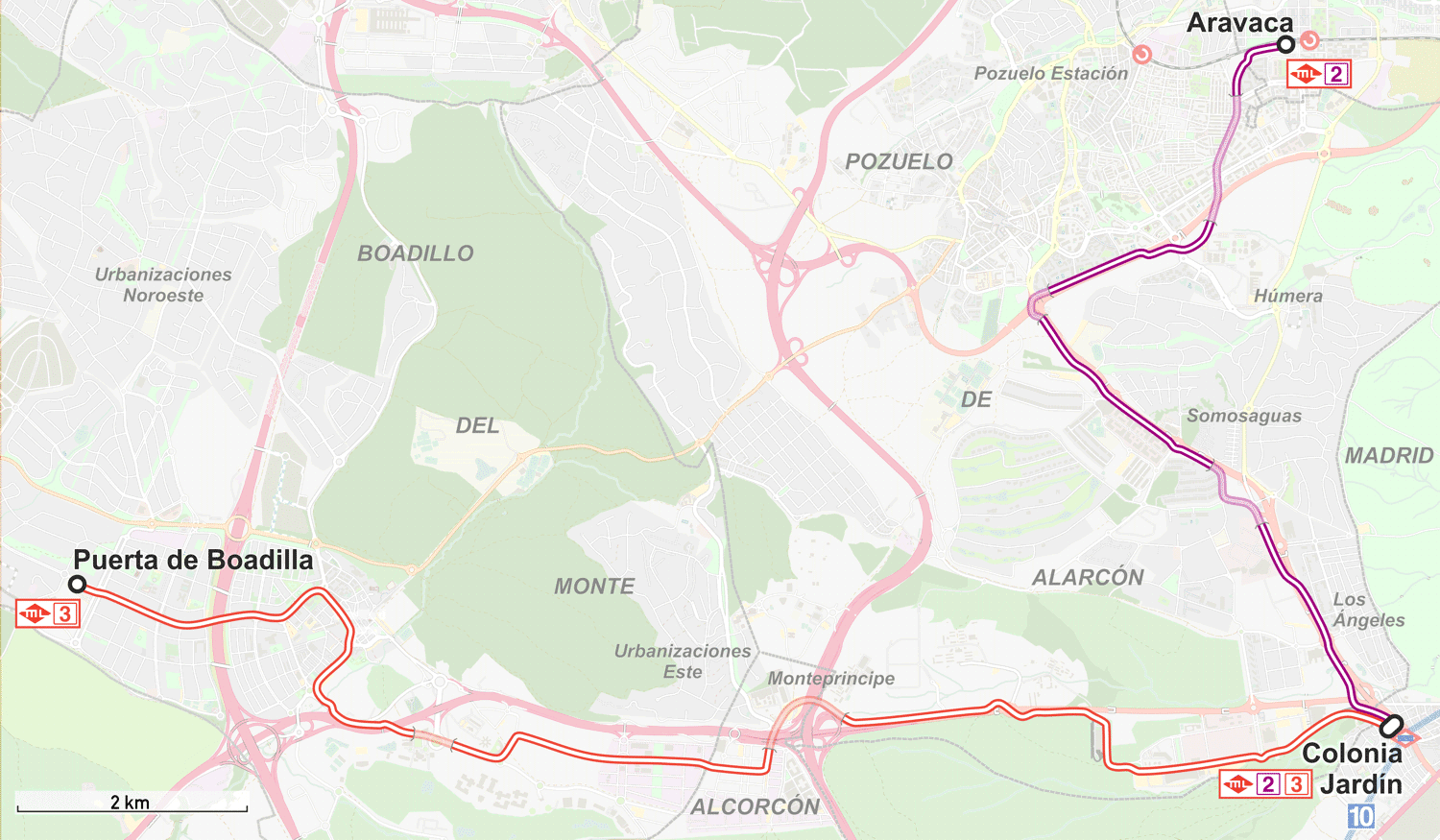
En color morado la Línea 2 y sus estaciones, en otros colores otras vías, carreteras o calles.

Existe una estación en el Prado de las Bodegas, que fue construida con el resto de la línea pero no fue inaugurada puesto que no existían zonas habitadas alrededor y será abierta cuando éstas sean urbanizadas, al igual que sucede con tres paradas de la línea ML-3.
No existen planes de ampliación confirmados ni anunciados para la línea, pero una ampliación de una de las dos líneas con cabecera en Colonia Jardín hacia el sureste a lo largo de la Avenida de los Poblados ha sido sugerida para cubrir la necesidad de vertebrar de forma descentralizada los distritos del suroeste de la capital (Carabanchel, Usera y Villaverde).

## Estaciones
| Estación               | Acc. | Enlaces | Apertura            | Esquema de vías | Notas                  |
| ---------------------- | ---- | ------- | ------------------- | --------------- | ---------------------- |
| Colonia Jardín         |      |         | 27 de julio de 2007 |                 |                        |
| Prado de la Vega       |      |         | 27 de julio de 2007 |                 |                        |
| Colonia de los Ángeles |      |         | 27 de julio de 2007 |                 |                        |
| Prado del Rey          |      |         | 27 de julio de 2007 |                 |                        |
| Somosaguas Sur         |      |         | 27 de julio de 2007 |                 |                        |
| Somosaguas Centro      |      |         | 27 de julio de 2007 |                 |                        |
| Pozuelo Oeste          |      |         | 27 de julio de 2007 |                 |                        |
| Prado de las Bodegas   |      |         | —                   |                 | Estación sin inaugurar |
| Bélgica                |      |         | 27 de julio de 2007 |                 |                        |
| Dos Castillas          |      |         | 27 de julio de 2007 |                 |                        |
| Campus de Somosaguas   |      |         | 27 de julio de 2007 |                 |                        |
| Avenida de Europa      |      |         | 27 de julio de 2007 |                 |                        |
| Berna                  |      |         | 27 de julio de 2007 |                 |                        |
| Estación de Aravaca    |      |         | 27 de julio de 2007 |                 |                        |